# Pattinaggio di velocità ai XVIII Giochi olimpici invernali
Ai XVIII Giochi olimpici invernali del 1998 a Nagano (Giappone), vennero assegnate medaglie in dieci specialità del pattinaggiò di velocità. Le gare si svolsero dal 7 al 22 febbraio nella Nagano Olympic Memorial Arena. Per la prima volta la distanza più corta (i 500 m) venne disputata correndola in due manche con somma dei tempi.

## Risultati

### Gare maschili

#### 2 x 500 m
| Posizione | Atleta             | Nazione  | Tempo                            |
| --------- | ------------------ | -------- | -------------------------------- |
| 1         | Hiroyasu Shimizu   | Giappone | 35,76 s (1) 35,59 s (1) 71,350 s |
| 2         | Jeremy Wotherspoon | Canada   | 36,04 s (7) 35,80 s (2) 71,840 s |
| 3         | Kevin Overland     | Canada   | 35,78 s (2) 36,08 s (3) 71,860 s |

#### 1000 m
| Posizione | Atleta           | Nazione     | Tempo       |
| --------- | ---------------- | ----------- | ----------- |
| 1         | Ids Postma       | Paesi Bassi | 1:10,64 min |
| 2         | Jan Bos          | Paesi Bassi | 1:10,71 min |
| 3         | Hiroyasu Shimizu | Giappone    | 1:11,00 min |

#### 1500 m
| Posizione | Atleta        | Nazione     | Tempo       |
| --------- | ------------- | ----------- | ----------- |
| 1         | Ådne Søndrål  | Norvegia    | 1:47,87 min |
| 2         | Ids Postma    | Paesi Bassi | 1:48,13 min |
| 3         | Rintje Ritsma | Paesi Bassi | 1:48,52 min |

#### 5000 m
| Posizione | Atleta        | Nazione     | Tempo       |
| --------- | ------------- | ----------- | ----------- |
| 1         | Gianni Romme  | Paesi Bassi | 6:22,20 min |
| 2         | Rintje Ritsma | Paesi Bassi | 6:28,24 min |
| 3         | Bart Veldkamp | Belgio      | 6:28,31 min |

#### 10000 m
| Posizione | Atleta        | Nazione     | Tempo        |
| --------- | ------------- | ----------- | ------------ |
| 1         | Gianni Romme  | Paesi Bassi | 13:15,33 min |
| 2         | Bob de Jong   | Paesi Bassi | 13:25,76 min |
| 3         | Rintje Ritsma | Paesi Bassi | 13:28,19 min |

### Gare femminili

#### 2 x 500 m
| Posizione | Atleta               | Nazione  | Tempo                            |
| --------- | -------------------- | -------- | -------------------------------- |
| 1         | Catriona Le May Doan | Canada   | 38,39 s (1) 38,21 s (1) 76,600 s |
| 2         | Susan Auch           | Canada   | 38,42 s (2) 38,51 s (2) 76,930 s |
| 3         | Tomomi Okazaki       | Giappone | 38,55 s (3) 77,100 s             |

#### 1000 m
| Posizione | Atleta               | Nazione     | Tempo       |
| --------- | -------------------- | ----------- | ----------- |
| 1         | Marianne Timmer      | Paesi Bassi | 1:16,51min  |
| 2         | Chris Witty          | Stati Uniti | 1:16,79 min |
| 3         | Catriona Le May Doan | Canada      | 1:17,37 min |

#### 1500 m
| Posizione | Atleta          | Nazione     | Tempo       |
| --------- | --------------- | ----------- | ----------- |
| 1         | Marianne Timmer | Paesi Bassi | 1:57,58 min |
| 2         | Gunda Niemann   | Germania    | 1:58,66 min |
| 3         | Chris Witty     | Stati Uniti | 1:58,97 min |

#### 3000 m
| Posizione | Atleta            | Nazione  | Tempo       |
| --------- | ----------------- | -------- | ----------- |
| 1         | Gunda Niemann     | Germania | 4:07,29 min |
| 2         | Claudia Pechstein | Germania | 4:08,47 min |
| 3         | Anni Friesinger   | Germania | 4:09,44 min |

#### 5000 m
| Posizione | Atleta               | Nazione    | Tempo       |
| --------- | -------------------- | ---------- | ----------- |
| 1         | Claudia Pechstein    | Germania   | 6:59,61 min |
| 2         | Gunda Niemann        | Germania   | 6:59,65 min |
| 3         | Ljudmila Prokaschewa | Kazakistan | 7:11,14 min |

## Medagliere per nazioni
| Pos | Nazione     | Oro | Argento | Bronzo | Totale |
| --- | ----------- | --- | ------- | ------ | ------ |
| 1   | Paesi Bassi | 5   | 4       | 2      | 11     |
| 2   | Germania    | 2   | 3       | 1      | 6      |
| 3   | Canada      | 1   | 2       | 1      | 4      |
| 4   | Giappone    | 1   | 0       | 2      | 3      |
| 5   | Norvegia    | 1   | 0       | 0      | 1      |
| 6   | Stati Uniti | 0   | 1       | 2      | 3      |
| 7   | Belgio      | 0   | 0       | 1      | 1      |
| 7   | Kazakistan  | 0   | 0       | 1      | 1      |